# Jan Očko z Vlašimi
Jan Očko z Vlašimi (en alemany : Johann Otschko von Wlaschim), nascut vers el 1292 i mort el 14 de gener de 1380, va ser el segon Arquebisbe de Praga i cardenal de l'Església Catòlica.

## Biografia
No se sap quan va néixer. El seu pare era Jan z Kamenice, secretari de Joan el Cec, rei de Bohèmia. Els seus germans van ser Michael z Vlašime, Burgrave de Svojanov, i Pavel z Vlašime a z Jenstejna, Gran Camarlenc; el seu fill, Jan z Jenštejna,va ser arquebisbe de Praga. Com que havia perdut la vista de l'ull esquerre després d'una intervenció quirúrgica, va rebre el malnom de « Očko » (ullet)
Jan era notari i capella a la cort de Joan de Luxemburg. Després que el seu fill Carles esdevingués rei de Bohèmia, nomenà a Jan el seu secretari. El 1340 havia esdevingut prevere de la capella de Tots Sants al castell de Praga, i el 1342 era canonge de Praga. Entre altres prebendes, era també canonge de Mělník i de Wrocław.

### Bisbe d'Olomuc
Després de la mort del bisbe d'Olomuc Jan Volek, el Papa Climent VI acordà la successió el 17 de novembre de 1351 sobre la presentació del seu protector, esdevingut llavors l'emperador Carles IV. Va ser consagrat bisbe a la catedral de Sant Guiu de Praga per l'arquebisbe Ernest de Pardubice.
Sobre el model de Praga, Jan promulgà el 1352 els estatuts pel capítol d'Olomuc. En aquell temps també esdevingué conseller de l'emperador Carles IV. Acompanyà l'emperador en el seu viatge a Suïssa el 1353; el 1354 celebrà la missa de funeral de l'arquebisbe de Trèveris Balduí de Luxemburg, un oncle de l'emperador; i el 1355 acompanya Carles a Roma.

### Arquebisbe de Praga

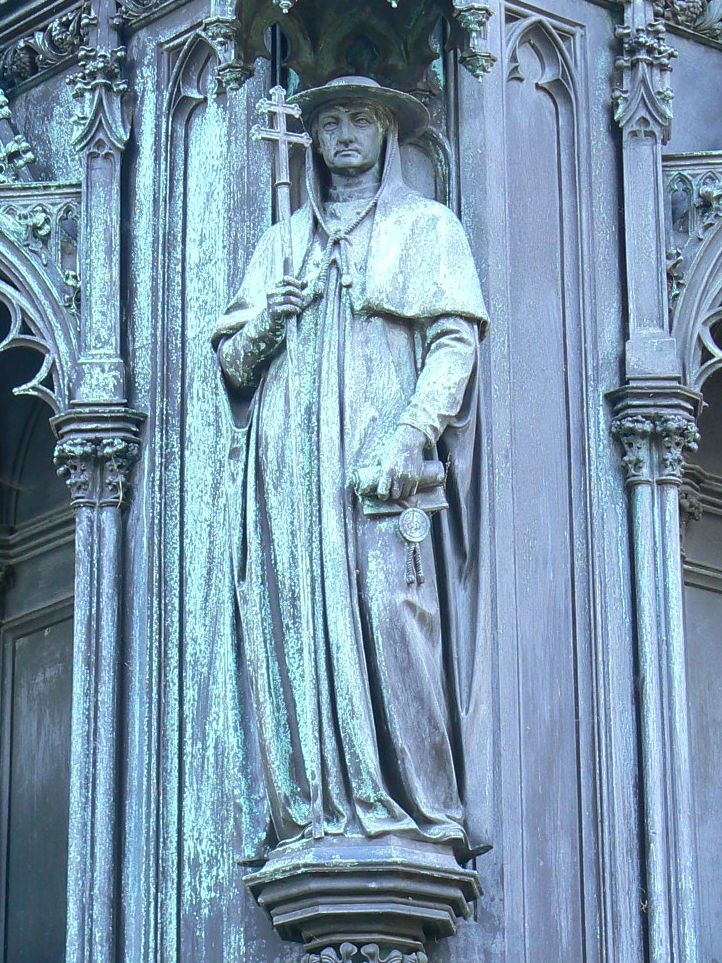
Estàtua de Jan Očko z Vlašimi al pedestal de l'estàtua de Carles IV a la plaça Křižovnické de Praga

A petició de l'emperador Carles, el capítol de Praga escollí Jan Očko z Vlašimi el 12 de juliol de 1364 com a successor de l'arquebisbe Ernest de Pardubitz. El canvi de seu va ser acceptat pel Papa Urbà V el 23 d'agost d'aquell mateix any. A finals d'any, Jan rebia el pal·li de mans del bisbe de Spire Lambert de Brunn. El 1365 acompanyà l'emperador a la Cúria d'Avinyó, on el Papa el nomenà, el 23 d'agost de 1635, legat pontifici per les diòcesis de Praga, Olomouc, Litomyšl, Meißen, Bamberg i Ratisbona. Aquest honor també el rebria el successor de Jan.
El 13 de març de 1356 consagrà l'església de Sant Tomàs de Brno; i el 29 de març de 1372 el monestir d'Emmaus de Praga.
Tot i ésser arquebisbe, Jan seguí exercint com a conseller, diplomàtic i col·laborador proper de l'emperador. Durant el darrer viatge d'aquest a Itàlia, el 1368, Jan administrà la Baixa Lusàcia com a governador en tant que tutor de Venceslau IV. El 1370 coronà reina de Bohèmia a Joanna de Baviera, l'esposa de Venceslau.
Com el seu predecessor, Jan Očko z Vlašimi intentà millorar el nivell de la vida religiosa i clerical de la diòcesi. Amb aquest objectiu, organitzà diversos sínodes diocesans. El 1370 fundà al Hradcany un hospital pels clergues pobres. Durant el seu episcopat, inicià diversos projectes de construcció, entre ells la catedral, el palau episcopal de Mala Strana i el palau episcopal de Raudnitz. Mostrà un gran interès pels predicadors Konrád Waldhauser i Jan Milíč z Kroměříže, que sostenien idees reformistes.
El 17 de setembre de 1378 renuncià a les seves funcions a causa de l'edat. L'endemà el Papa Urbà VI el nomenà cardenal prevere de la basílica dels XII Apòstols, sent el primer bohemi a rebre el capel cardenalici. El 15 de desembre d'aquell any va celebrar la missa de funeral de l'emperador Carles IV.